# Sân bay Sa Pa
Sân bay Sa Pa là một sân bay được xây dựng ở tỉnh Lào Cai, Việt Nam. Chủ trương đầu tư dự án đã được Phó thủ tướng Chính phủ Việt Nam Lê Văn Thành phê duyệt ngày 21 tháng 10 năm 2021. Dự án này sẽ được đầu tư theo hình thức đối tác công tư (PPP) hoặc BOT, với khái toán gần 7.000 tỷ đồng.
Sân bay tọa lạc tại xã Cam Cọn, huyện Bảo Yên, tỉnh Lào Cai, nằm cạnh đường cao tốc Nội Bài – Lào Cai, cách thành phố Lào Cai 30 km và cách thị xã Sa Pa 60 km.
Dự án sẽ được triển khai trong 2 giai đoạn. Tổng diện tích đất sử dụng là 371 ha, trong đó giai đoạn 1 là 295,2 ha và giai đoạn 2 là 75,8 ha.
Sau khi hoàn thành giai đoạn 1, sân bay này đạt chuẩn cảng hàng không cấp 4C (theo tiêu chuẩn của Tổ chức Hàng không dân dụng quốc tế) và là sân bay quân sự cấp II, có công suất 1,5 triệu hành khách mỗi năm.
Giai đoạn 2 xây dựng đầu tư từ năm 2028, sẽ hoàn thành các hạng mục để nâng công suất lên 3 triệu hành khách mỗi năm.
Dự án chính thức khởi công xây dựng vào ngày 27 tháng 8 năm 2022 và dự kiến khánh thành vào năm 2026.